# 何建新
何建新，中华人民共和国政治人物、全国脱贫攻坚先进个人。

## 生平
何建新任巴塘县扶贫开发局局长。因在脱贫攻坚战中作出突出贡献，2021年2月25日全国脱贫攻坚总结表彰大会上，何建新被授予“全国脱贫攻坚先进个人”。